# Yami (langue)
Ne doit pas être confondu avec Yami (déesse).
Le yami est une langue austronésienne parlée à Taïwan. Au nombre de 3 380 (2002), ses locuteurs, les Da'o, habitent l'île de Lanyu.

## Classification
Le yami appartient aux langues bataniennes, un des sous-groupes rattachés par Blust (1991) aux langues philippines. C'est donc une langue de la branche malayo-polynésienne des langues austronésiennes. 